# 広野多珂子
広野 多珂子（ひろの たかこ、1947年10月17日 - ）は、日本の画家、日本の絵本作家。

## 略歴
愛知県岡崎市生まれ。スペインのシルクロ・デ・ベーリャス・アルテスで美術を学び、帰国後、1978年より女流画家協会展に出品し児童書の世界に入る。角野栄子原作の『魔女の宅急便』など多くの挿絵を描いた。埼玉県在住。ひろのみずえの母。

## 主な作品・著書
- 『ちいさなあし』ひろのたかこ作・絵 こずえ 1980
- 『ちいさなて』ひろのたかこ作・絵 こずえ 1980
- 『ちいさなはな』ひろのたかこ作・絵 こずえ 1981
- 『ちいさなみみ』ひろのたかこ作・絵 こずえ 1981
- 『おにんぎょうのくに』小学館 c1984
- 『ぬいぐるみのおともだち』小学館 c1984
- 『たぼちゃんばあ お話 絵本』チャイルドのマイ・ファーストブック  10 チャイルド本社 1997.1 ISBN 4-8054-2013-8[2]
- 『ねぼすけスーザのおかいもの』こどものとも傑作集 福音館書店  1997.2 ISBN 4-8340-1413-4[3][4]
- 『はないちもんめ：子どもとうたううたのえほん』 童話館出版 1999.8 ISBN 4-88750-011-4[5]
- 『ぎんいろのじてんしゃ』PHPにこにこえほん PHP研究所 1999.11 ISBN 4-569-68205-7[6]
- 『ちいさな魔女リトラ』世界傑作絵本シリーズ 福音館書店 2001.5 ISBN 4-8340-1760-5[7]
- 『テンダーおばあさんと描くやさしい花のペン画』日貿出版社 2001.8 ISBN 4-8170-3224-3[8]
- 『トンガのきいちごつみ』ひさかたチャイルド 2002.3 ISBN 4-89325-613-0[9]
- 『やさいばたけははなばたけ』佼成出版社 2004.4 ISBN 4-333-02056-5[10]
- 『こんにちはおにさん』教育画劇 2004.12 ISBN 4-7746-0635-9[11][12]
- 『ようこそこいぬレキのにわへ』教育画劇 2005.8 ISBN 4-7746-0676-6[13]
- 『さんぽみちははなばたけ』佼成出版社 2007.3 ISBN 978-4-333-02266-3[14]
- 『おひさまいろのきもの』日本傑作絵本シリーズ 福音館書店 2007.9 ISBN 978-4-8340-2293-3[15][16]
- 『おさんぽおさんぽ』0.1.2.えほん 福音館書店 2008.6 ISBN  978-4-8340-2335-0[17][18]
- 『3びきめのひつじ：クリスマス伝説』ひろのみずえ再話 女子パウロ会 2009.10 ISBN  978-4-7896-0679-0[19][20]
- 『はるですよ : 四季のえほん』金の星社 2010.2 ISBN 978-4-323-03111-8[21][22]
- 『おおきなけやき』ひまわりえほんシリーズ 鈴木出版 2011.1 ISBN 978-4-7902-5222-1[23]
- 『たぼちゃんばぁ』はじめましてのえほん vol. 4-11チャイルド本社 2011.2 ISBN 978-4-8054-3442-0 [24]
- 『小道の神さま』おはなしさいた 9 アリス館 2011.5 ISBN 978-4-7520-0548-3[25]
- 『おかえり!盲導犬ビーン』いのちいきいきシリーズ 佼成出版社 2011.6 ISBN 978-4-333-02490-2[26]
- 『ねんねのうた』みつばちえほんシリーズ 佼成出版社 2011.12 ISBN 978-4-333-02514-5[27][28]
- 『ハートのはっぱかたばみ』かがくのとも絵本 福音館書店 2015.3 ISBN 978-4-8340-8156-5[29] [30]
- 『ピーテル、はないちばへ』日本傑作絵本シリーズ 福音館書店 2015.6 ISBN 978-4-8340-8177-0[31][32]
- 『ぞうきばやしのすもうたいかい』福音館の幼児絵本. 幼児絵本シリーズ 福音館書店 2016.6 ISBN 978-4-8340-8254-8[33]
- 『あかちゃん、がんばれ!』フレーベル館 2016.9 ISBN 978-4-577-04352-3 [34]キンダーおはなしえほん2013年5月号が初出[35]
- 『たぼちゃんばぁ』はじめましてのえほん vol. 10-10 チャイルド本社 2017.1 (第2刷) ISBN 978-4-8054-3442-0[36]
- 『ぼくのもものき』福音館書店 2017.3 ISBN 978-4-8340-8328-6[37]
- 『みーつけた』はじめてのちいさなえほん 鈴木出版 2018.8  ISBN 978-4-7902-5343-3[38]
- 『ウィリーのぼうけん』世界傑作童話シリーズ 福音館書店 2019.1  ISBN   978-4-8340-8433-7[39][40]
- 『トンガのきいちごつみ 』おはなしチャイルドリクエストシリーズ 第2版 チャイルド本社 2019.5 ISBN 978-4-8054-4896-0 [41]
- 『こねこがにゃあ』0.1.2.えほん 福音館書店 2020.1  ISBN 978-4-8340-8525-9[42][43]
- 『おかあさんのあんでくれたぼうし』一年生のおはなし 4 ひかりのくに 2020.3  ISBN 978-4-564-01894-7[44]2005年刊の再編集[45]
- 『はやくちことばのさんぽみち』アリス館 2020.3 ISBN 978-4-7520-0929-0[46][47]